# Прилуки (Приморский край)
Прилу́ки — село в Хорольском районе Приморского края, входит в состав Благодатненского сельского поселения.

## География
Расположено в верховьях реки Абрамовки.
Через село проходит автомобильная трасса А183 Сибирцево — Нестеровка — Комиссарово. Расстояние по дороге до райцентра, села Хороль составляет 30 км, до Владивостока — около 180 км. Ближайшая железнодорожная станция — Пржевальская.

## История
Основано в 1893 году переселенцами из Полтавской губернии, названо в честь уездного города этой губернии Прилуки.

## Население
| 1915 | 2002 | 2008 | 2010 |
| ---- | ---- | ---- | ---- |
| 566  | ↗686 | ↘621 | ↘522 |

## Известные уроженцы
- Гнеденков, Сергей Васильевич (род. 1958) — советский и российский химик.
- Танцуренко, Василий Дмитриевич (1913—1943) — советский военнослужащий, красноармеец, Герой Советского Союза.